# Parijs-Roubaix 1896
De 1e editie van de wielerwedstrijd Parijs-Roubaix werd gereden op 19 april 1896. De wedstrijd was 280 km lang. Van al de deelnemers wisten er 28 de eindstreep te halen. De wedstrijd werd gewonnen door Josef Fischer.

## Uitslag
| Plaats  | Naam                 | Tijd      |
| ------- | -------------------- | --------- |
| Winnaar | Josef Fischer        | 9u17’00”  |
| 2       | Charles Meyer        | +25’00”   |
| 3       | Maurice Garin        | +28’00”   |
| 4       | Arthur Linton        | +45’00”   |
| 5       | Lucien Stein         | +1’01’00” |
| 6       | Boinet               | +1’01’50” |
| 7       | Emile van Berendonck | +1’07’50” |
| 8       | Henri Aries          | +1’43’00” |
| 9       | Gaston Pachot        | +2’02’00” |
| 10      | Pierre Mercier       | +2’16’00” |

1896 · 
1897 · 
1898 · 
1899 · 
1900 · 
1901 · 
1902 · 
1903 · 
1904 · 
1905 · 
1906 · 
1907 · 
1908 · 
1909 · 
1910 · 
1911 · 
1912 · 
1913 · 
1914 · 
1915 · 
1916 · 
1917 · 
1918 · 
1919 · 
1920 · 
1921 · 
1922 · 
1923 · 
1924 · 
1925 · 
1926 · 
1927 · 
1928 · 
1929 · 
1930 · 
1931 · 
1932 · 
1933 · 
1934 · 
1935 · 
1936 · 
1937 · 
1938 · 
1939 · 
1940 · 
1941 · 
1942 · 
1943 · 
1944 · 
1945 · 
1946 · 
1947 · 
1948 · 
1949 · 
1950 · 
1951 · 
1952 · 
1953 · 
1954 · 
1955 · 
1956 · 
1957 · 
1958 · 
1959 · 
1960 · 
1961 · 
1962 · 
1963 · 
1964 · 
1965 · 
1966 · 
1967 · 
1968 · 
1969 · 
1970 · 
1971 · 
1972 · 
1973 · 
1974 · 
1975 · 
1976 · 
1977 · 
1978 · 
1979 · 
1980 · 
1981 · 
1982 · 
1983 · 
1984 · 
1985 · 
1986 · 
1987 · 
1988 · 
1989 · 
1990 · 
1991 · 
1992 · 
1993 · 
1994 · 
1995 · 
1996 · 
1997 · 
1998 · 
1999 · 
2000 · 
2001 · 
2002 · 
2003 · 
2004 · 
2005 · 
2006 · 
2007 · 
2008 · 
2009 · 
2010 · 
2011 ·
2012 · 
2013 ·
2014 ·
2015 ·
2016 ·
2017 ·
2018 ·
2019 ·
2020 · 
2021 · 
2022 · 
2023 · 
2024 · 
2025